# Winifred Lamb
Winifred Lamb (* 3. November 1894 in London; † 16. September 1963 in Borden Wood) war eine britische Archäologin. Sie unternahm in den 1920er und 1930er Jahren umfangreiche Forschungen in Griechenland und der Türkei und ist bekannt für ihre Studien zu antiken Bronzebildwerken.

## Leben

### Kindheit und Ausbildung
Winifred Lamb war die Tochter von Edmund George und Mabel Lamb. Ihr Vater war von 1906 bis 1910 Abgeordneter der Liberal Party für North Hertfordshire im House of Commons.
Winifred Lamb wurde von ihren Eltern zuhause unterrichtet und auf die Aufnahmeprüfungen der University of Cambridge vorbereitet. Ab 1913 besuchte sie Kurse in Klassischer Altertumswissenschaft am Newnham College. Offiziell Mitglied der Universität zu werden, war Frauen zu dieser Zeit noch nicht gestattet. Sie entwickelte ein besonderes Interesse an der Archäologie Griechenlands und begann, griechische Keramik zu sammeln.
Lamb beendete ihr Studium 1917. Im selben Jahr wurde sie Mitglied des British Naval Intelligence Department, für das damals auch der Archäologe John D. Beazley arbeitete, der ihre weitere archäologische Arbeit beeinflusste.
1940 promovierte sie an der University of Cambridge bei Gordon Childe.

### Feldarbeit
1920 reiste Lamb zum ersten Mal nach Athen, wo sie Kontakte zur British School at Athens knüpfte. Unter anderem lernte sie Carl Blegen kennen, der der stellvertretende Leiter der Ausgrabungen in Mykene war. 1931 wurde sie festes Mitglied der British School und gehörte lange ihrem Vorstand an. Da sie fließend Deutsch sprach, hatte sie auch gute Verbindungen zum Deutschen Archäologischen Institut, unter anderem zu Wilhelm Dörpfeld.
In den 1920er und 1930er Jahren nahm Lamb an mehreren Grabungen der British School at Athens teil. Ab 1922 arbeitete sie in Mykene, wo sie die mykenischen Fresken untersuchte. 1924 begann sie mit W. A. Heurtley die Erforschung des makedonischen Vardaroftsa. Von 1923 bis 1924 und von 1927 bis 1934 arbeitete sie an den Ausgrabungen in Sparta mit.
1928 unternahm sie auf der Suche nach einem eigenen Ausgrabungsprojekt ein Survey auf der Insel Lesbos. Nach einer kurzen Ausgrabung in der antiken Stadt Methymna forschte sie von 1929 bis 1933 in Thermi, von 1931 bis 1933 zusätzlich in Antissa. 1934 wurde sie außerdem von der British School at Athens mit neuen Ausgrabungen in der zuvor von Konstantinos Kourouniotis untersuchten Stätte Kato Phana auf Chios beauftragt. Dort begann sie, die ostgriechische Vasenmalerei und Skulptur zu studieren.
Diese Arbeiten weckten ihr Interesse an Anatolien und seinen Beziehungen zu Griechenland seit der prähistorischen Zeit. Nach dem Abschluss der Arbeiten in Thermi begann Lamb deshalb ein Grabungsprojekt in Kusura, etwa 55 km von Afyonkarahisar. So erwarb sie sich einen Ruf als Expertin für die Vorgeschichte Anatoliens.

### Museumsarbeit
1919 bot Sydney Carlyle Cockerell, der damalige Direktor des Fitzwilliam-Museums der Universität Cambridge, Winifred Lamb einen Posten als „Honorary Keeper of Greek Antiquities“ an. Diese Funktion übte sie bis 1958 aus. Sie erweiterte die Sammlung um Funde aus Anatolien, ordnete die Sammlung prähistorischer und archaischer Kunst neu und studierte die griechischen und römischen Bronzen. Außerdem stellte sie für das Museum zwei Bände des Corpus Vasorum Antiquorum zusammen, wobei sie eng mit John Beazley zusammenarbeitete.

### Zweiter Weltkrieg und Nachkriegszeit
Während des Zweiten Weltkrieges kehrte Winifred Lamb nach England zurück, auch um sich um ihre Mutter zu kümmern, die 1941 starb. Im selben Jahr begann Lamb, die fließend Griechisch und Türkisch sprach, für die BBC als Beraterin zu arbeiten. Zuerst wurde sie für Griechenland-Fragen herangezogen, von 1942 bis 1946 arbeitete sie für die türkische Abteilung des  Near East Department der BBC.
Gegen Kriegsende wurde ihr Haus im Norden Londons von einer deutschen Rakete getroffen. Lamb überlebte knapp, trug aber schwere Verletzungen davon.
Nach dem Krieg führte sie ihre Arbeit am Fitzwilliam-Museum weiter. Außerdem gründete sie mit John Garstang das British Institute of Archaeology in Ankara, dessen Vizepräsidentin sie 1957 wurde.
Ab 1958 verschlechterte sich ihr Gesundheitszustand drastisch, vermutlich als Spätfolge ihrer Kriegsverletzungen. Ihre letzten Lebensjahre verbrachte Winifred Lamb im Haus ihrer Familie in Borden Wood, wo sie 1963 im Alter von 68 Jahren starb. Ihr wissenschaftlicher Nachlass – ihre Aufzeichnungen sowie ihre Privatsammlung – wurden zwischen dem Fitzwilliam-Museum und der British School at Athens aufgeteilt.

## Schriften (Auswahl)
- Greek and Roman Bronzes. Methuen 1929.
- Excavations at Thermi in Lesbos. University Press, Cambridge 1936.